# ممر بصري

مَمر بَصري (بالإنجليزية: Optical path)‏ وهوَ مُصطلح يُستخدم في عِلم البَصريات وَيُعرف على أنهُ المَسار الذي يَسلُكه الضُوء أثناء عُبوره لِوسطٍ ما.
وَيُعْرَف طول المَمر البصري عن طَريق ضَرب طُول المَسار في مُعامل انكسار الوَسط، ويُمكن تَقليل الطُول الفِعلي للأجهزة البِصرية بحيثُ يُصبح أقل من طُول المَمر البَصري باستخدام نِظام البِصريات المَطوية.

## العوامِل
هُناك عدة عوامل تُؤثر في المَمر البَصري، وَمِنها:
1. الانعِكاس.
2. الانكِسار.
3. تَشتت الضُوء.
4. الانعكاس التام.
5. الامتِصاص.

## أجهزة مُستخدمة
هُناك بعض الأجهزة التي يَتم استخدامها، وَمِنها:
1. العَدسات.
2. المرآة.
3. المَنشور.
4. الشفافية.
5. العَتامة.

## المَراجع
1. ↑  تَرجمة Optical path، مَوقع المعاني. نسخة محفوظة 10 يناير 2020 على موقع واي باك مشين.
2. ↑  المُعجم الطبي، الإصدار الثاني، تَرجمة Optical path
3. ↑  تَعريف المَمر البَصري (Optical path). نسخة محفوظة 19 يوليو 2017 على موقع واي باك مشين.
4. ↑  تَرجمة Optical path length، مَوقع المَعاني. نسخة محفوظة 15 ديسمبر 2019 على موقع واي باك مشين.
5. ↑  Jenkins، F.؛ White, H. (1976). Fundamentals of Optics (ط. 4th). McGraw-Hill. {{استشهاد بكتاب}}: الوسيط غير المعروف |الرقم المعياري= تم تجاهله يقترح استخدام |ردمك= (مساعدة)